# Karl Kling

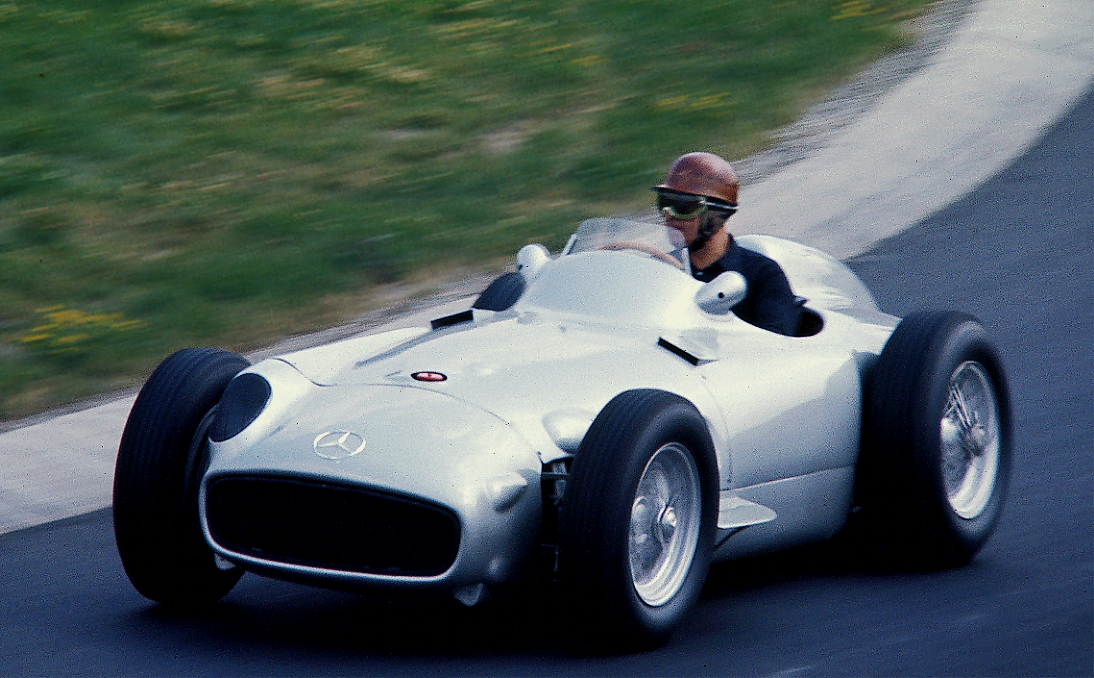
Karl Kling in 1976

Karl Kling (Gießen, 16 september 1910 – Gaienhofen, Bodensee, Duitsland, 18 maart 2003) was een Formule 1-coureur uit Duitsland. Hij reed in 1954 en 1955 11 Grands Prix voor het team Mercedes-Benz en scoorde hierin 2 podiumplaatsen, 17 punten en 1 snelste ronde.